# Balanomis
Balanomis é um gênero de mariposa pertencente à família Crambidae.